# Piotr Zamczałow
Piotr Iwanowicz Zamczałow (ros. Пётр Иванович Замчалов, ur. 7 września?/20 września 1913 w Wolsku, zm. 21 stycznia 1985 w Stryju) – radziecki wojskowy, pułkownik, Bohater Związku Radzieckiego (1945).

## Życiorys
W 1932 ukończył technikum budowlane w Woroneżu, potem do 1936 studiował wieczorowo w Saratowskim Instytucie Dróg Samochodowych. Od 1936 służył w Armii Czerwonej, był technikiem wojskowym w 22 Korpusie Zmechanizowanym, po ataku Niemiec na ZSRR walczył na Froncie Zachodnim, Centralnym, 1 i 2 Ukraińskim oraz 1 Białoruskim. W 1943 ukończył kursy doskonalenia kadry oficerskiej przy Akademii Wojskowo-Inżynieryjnej im. Kujbyszewa, brał udział w obronie Smoleńska i Moskwy, bitwie pod Kurskiem, marszu przez Ukrainę, Białoruś, Polskę i walkach na terytorium Niemiec. Jako inżynier 9 Gwardyjskiego Korpusu Pancernego 2 Gwardyjskiej Armii 1 Frontu Białoruskiego w stopniu majora uczestniczył w operacji wiślańsko-odrzańskiej, w tym walkach o Grójec, Żyrardów, Sochaczew, most na Noteci w Nakle oraz o Bydgoszcz, gdzie przyczynił się do odparcia kontrataku Niemców przez wojsko inżynieryjne. W armii służył do 1961, gdy został zwolniony do rezerwy w stopniu pułkownika. Pracował jako kierownik działu gospodarki komunalnej w Stryju.

## Odznaczenia
- Złota Gwiazda Bohatera Związku Radzieckiego (6 kwietnia 1945)
- Order Lenina
- Order Czerwonego Sztandaru (trzykrotnie, 1944, 1945 i 1956)
- Order Wojny Ojczyźnianej I klasy (dwukrotnie, 1943 i 1985)
- Order Wojny Ojczyźnianej II klasy (1944)
- Order Czerwonej Gwiazdy (trzykrotnie, m.in. w 1945)
- Order „Znak Honoru”
- Medal „Za zasługi bojowe” (1954)
- Medal „Za obronę Moskwy”
- Medal „Za zdobycie Berlina”
- Medal „Za wyzwolenie Warszawy”
- Medal za Odrę, Nysę, Bałtyk (Polska Ludowa)

I 4 inne medale.